# Колін Патт
Колін Патт (англ. Colin Putt) — британський майстер бойових мистецтв, володар 8-го дану шотокан карате, технічний директор, головний рефері та член правління організації Shotokan Karate-Do of United Nations (SKDUN). Він є засновником та головним інструктором Devonport Shotokan Karate Club у місті Плімут, Велика Британія, де викладає з 1979 року.

## Біографія та кар'єра
Колін Патт розпочав тренування з шотокан карате на початку 1970-х років у клубі Plymouth Shotokan Karate під керівництвом сенсеїв Леса Кларка та Дейва Герріті. У ті роки він мав можливість тренуватися з видатними японськими майстрами, такими як Хідео Томіта, Кейзо Кавазое, Хіроші Шираї, Масахіко Танака, Хідекадзу Асаї, Масатоші Накаяма та іншими.
У 1976 році він склав іспит на шодан (1-й дан) під час двотижневого курсу в Кристал Пелас, Лондон, а в 1980 році отримав нідан (2-й дан). У 1983 році Патт склав іспит на сандан (3-й дан) під керівництвом сенсея Еноеди та Леса Кларка. У 1994 році він отримав йондан (4-й дан) від Кеннета Фунакоші, прямого нащадка засновника шотокан карате Ґічіна Фунакоші, під час світового чемпіонату. У 2001 році він досяг годан (5-й дан), у 2007 році — рокудан (6-й дан), а згодом отримав хачидан (8-й дан), що є підтвердженням його високого рівня майстерності та відданості карате.

## Devonport Shotokan Karate Club
У вересні 1979 року Колін Патт заснував Devonport Shotokan Karate Club у Плімуті, Велика Британія. Під його керівництвом клуб підготував понад 65 чорних поясів, деякі з яких відкрили власні клуби по всьому світу. Учні клубу регулярно беруть участь у національних та міжнародних змаганнях, здобуваючи численні медалі та трофеї. Тренування проводяться двічі на тиждень у спортивному залі школи Devonport High School for Girls.

## Міжнародна діяльність
Колін Патт активно бере участь у міжнародних семінарах та змаганнях. Він проводив семінари в Болгарії та інших країнах, а також був головним рефері на світових чемпіонатах SKDUN. У 2021 році він організовував онлайн-семінари для суддів, інструкторів та спортсменів з усього світу, спрямовані на стандартизацію ката, куміте та системи градацій.

## Внесок у розвиток карате
Колін Патт є одним із засновників організації Shotokan Karate-Do of United Nations (SKDUN), яка об'єднує клуби з понад 50 країн. Він активно сприяє розвитку карате, організовуючи міжнародні семінари, змагання та програми підвищення кваліфікації для інструкторів та суддів. Його підхід поєднує традиційні японські методики з сучасними педагогічними практиками, що робить його тренування ефективними та доступними для широкого кола учнів.

## Особисте життя та філософія
Колін Патт вважає, що карате — це не лише бойове мистецтво, але й шлях до самовдосконалення. Він наголошує на важливості передачі знань та цінностей наступним поколінням, зберігаючи при цьому традиції та етику шотокан карате. Його учні відзначають його відданість, професіоналізм та здатність надихати інших на досягнення високих результатів.